# Андрей Сахаров
 Тази статия е за руския физик.  За булеварда в София, България вижте Андрей Сахаров (булевард).  
Андрей Дмитриевич Сахаров (на руски: Андре́ѝ Дми́триевич Са́харов) е съветски ядрен физик, дисидент и общественик.
Сред създателите на водородната бомба, става известен като защитник на човешките права и гражданските свободи в Съветския съюз.

## Биография
Роден е на 21 май 1921 година в Москва, СССР. През 1938 постъпва в Московския държавен университет, но поради евакуацията по време на Втората световна война се дипломира в Ашхабад, днешен Туркменистан. Работи известно време в лаборатория в Уляновск, а през 1945 се завръща в Москва, където през 1947 защитава дисертация във Физическия институт на Академията на науките (ФИАН).
В края на войната Сахаров изследва космическото лъчение, а в средата на 1948 е включен в проекта за създаване на съветска атомна бомба, ръководен от Игор Курчатов. Първото съветско ядрено устройство е изпитано на 29 август 1949. След като се премества в Саров през 1950, той играе важна роля в следващия етап – създаването на водородна бомба. Първото съветско устройство от този вид е изпитано на 12 август 1953. През същата година Сахаров става доктор на физическите науки и академик. През следващите години продължава да работи в Саров, като участва в създаването на първите истински съветски водородни бомби (1955), както и на Цар бомба (1961), най-мощното устройство, взривявано в историята.
Андрей Сахаров предлага идеята за реактор с управляем термоядрен синтез, която и днес е предмет на много изследвания в тази област. Заедно с Игор Там предлага управляемият синтез да се постигне чрез затварянето на силно нагорещена плазма в тороидно магнитно поле. Това довежда до разработването на устройството токамак.
В края на 50-те години на XX век Сахаров проявява загриженост за моралните и политическите последствия от своята работа. Политически активен през 60-те години, той се обявява против разпространението на ядрени оръжия. Настоява за прекратяване на ядрените опити в атмосферата и спомага за подписването през 1963 г. в Москва на Договора за частична забрана на ядрените опити. През 1965 г. се завръща към фундаменталната наука и работи в областта на космологията, като продължава да се противопоставя на политическата дискриминация.
През май 1968 г. публикува есето „Размишления за прогреса, мирното съвместно съществуване и интелектуалната свобода“, където описва антибалистичните отбранителни системи като основна предпоставка за ядрената война. След като се разпространява чрез самиздат, есето е публикувано извън Съветския съюз. След този случай Сахаров е отстранен от изследвания, свързани с отбраната, и се завръща във ФИАН, където се занимава с теоретична физика. През 1970 г. е сред основателите на Московския комитет за правата на човека и попада под засилен натиск от страна на правителството. През 1972 г. се жени за правозащитничката Елена Бонер.
През 1973 г. Сахаров е номиниран за Нобелова награда за мир, която е връчена на 10 декември 1975 г. на жена му, тъй като на него не му е разрешено да напусне Съветския съюз. Идеите му за обществено развитие поставят правата на човека в основата на всяка политика. В своите работи той заявява, че принципът „каквото не е забранено, е разрешено“ трябва да се разбира буквално, и отрича валидността на всякакви морални или културни норми, които не са вписани в закона. Арестуван е на 22 януари 1980 след протестите му срещу съветското нахлуване в Афганистан през 1979 и е заточен в Горки (сега Нижни Новгород) – затворен град, недостъпен за чуждестранни наблюдатели.
Между 1980 и 1986 г. Сахаров е държан под строго полицейско наблюдение. В мемоарите си споменава, че апартаментът му в Горки периодично е бил обект на претърсвания и обири. Остава изолиран, но не отстъпва от възгледите си. През 1986 му е разрешено да се завърне в Москва, когато Михаил Горбачов започва политика на перестройка и гласност.
Сахаров подпомага създаването на първите независими законни политически организации в страната и става известно име сред зараждащата се съветска политическа опозиция. През 1989 г. е избран в новия парламент и става един от лидерите на демократичната опозиция в него.
На 14 декември 1989 г., малко след 21 ч., Сахаров отива в ателието си да си вземе почивка преди подготовката на важна реч, която трябва да изнесе на следващия ден в Конгреса. Жена му отива да го събуди в 11 ч., както той е пожелал, но намира Сахаров мъртъв. Внезапен инфаркт отнема живота му на 68-годишна възраст.

## Отличия и награди
- Герой на социалистическия труд (три пъти: 12 август 1953; 20 юни 1956; 7 март 1962)
- четири пъти носител на орден „Ленин“
- Сталинска премия (31 декември 1953)
- Ленинска премия (7 сеептември 1956)
- Награда „Чино дел Дука“ (1974)[2]
- Нобелова награда за мир (1975)[3]
- Laurea Honoris Causa на Римския университет „Сапиенца“ (1980)
- Награда „Лео Силард“ (1983)[4]
- Награда „Томал“ (1984)[5]
- Медал „Елиът Кресон“ (1985)[6]
- Орден на Кръста на св. Витис Литва (присъден посмъртно на 8 януари 2003)[7]

## Памет
- Награда за свобода на мисълта „Сахаров“ е създадена през 1985 г. в негова чест и се връчва ежегодно от Европейския парламент.
- Сахаров е герой на романа на Артър Кларк „2010: Одисея Две“.
- „Сахаров“ е и името на космически кораб в научнофантастичния сериал „Star Trek: The Next Generation“.
- На Андрей Сахаров е наречен булевард в София (Карта).